# فری پس (فلوریدا)
فری پس (به انگلیسی: Ferry Pass) یک منطقهٔ مسکونی در ایالات متحده آمریکا است که در شهرستان اسکامبیا، فلوریدا واقع شده‌است. فری پس ۵۴٫۳ کیلومتر مربع مساحت و ۲۸٬۹۲۱ نفر جمعیت دارد و ۴۰ متر بالاتر از سطح دریا قرار دارد.